# Platypolia aplectoides
Platypolia aplectoides là một loài bướm đêm trong họ Noctuidae.